# Aleksije Carigradski
Aleksije Studit (grčki Ἀλέξιος ὁ Στουδίτης, Alexius; umro 20. veljače 1043.) bio je član manastira Stoudiosa te patrijarh Carigrada (1025. – 1043.). Naslijedio je patrijarha Eustacija, kojeg je na mjesto patrijarha postavio car Bazilije II.
Po Aleksijevom naputku, Ivan VIII. bar Abdoun — patrijarh antiohijski — bio je uhićen te doveden pred sud u Carigrad, a nakon toga je poslan u manastir svetog Ganosa. Godine 1034., Aleksije je okrunio za cara Mihaela IV. Paflagonca, miljenika carice Zoe, koja je dala ubiti svoga supruga, cara Romana III. Argira. Aleksija je naslijedio Mihajlo I. Cerularije.
| prethodnik Eustacije Carigradski | Patrijarh Konstantinopola | nasljednik Mihajlo I. Cerularije |